# Heikki Savolainen

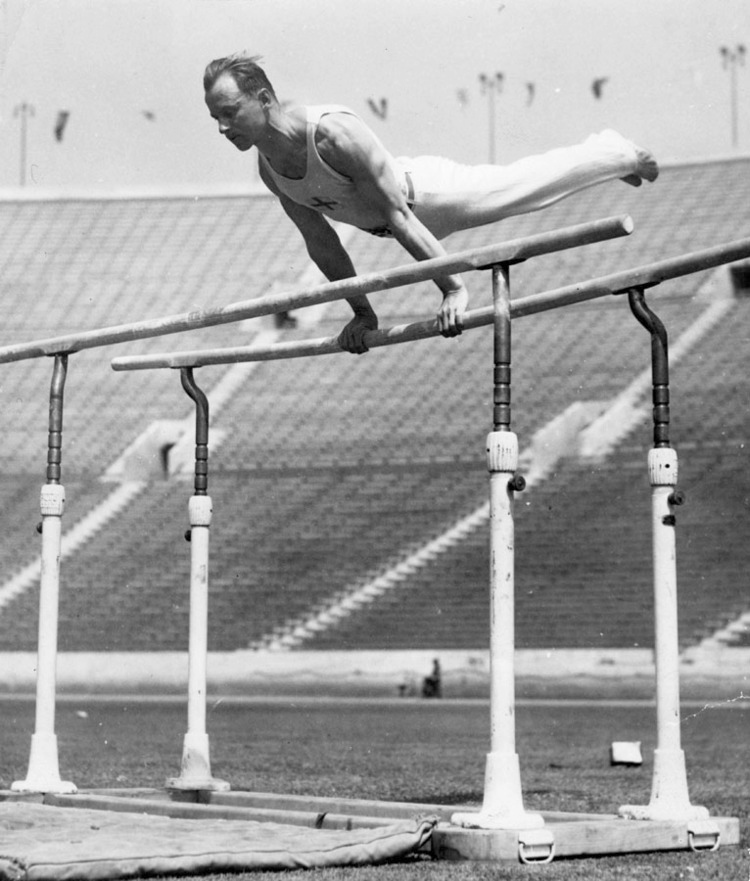
Heikki Savolainen 1932 Olympia

Heikki Ilmari Savolainen (* 28. September 1907 in Joensuu; † 29. November 1997 in Kajaani) war ein finnischer Kunstturner. Er gewann bei fünf Olympischen Spielen Medaillen, darunter zweimal Gold, einmal Silber und sechsmal Bronze.

## Leben
Bereits 1908 in London und 1912 in Stockholm hatten finnische Turner Medaillen in der Mannschaftswertung gewonnen. 1928 in Amsterdam gewann der 21-jährige Student Savolainen Bronze am Seitpferd hinter den Schweizern Hermann Hänggi und Georges Miez. Er war damit der erste finnische Turner, der bei Olympischen Spielen eine Medaille in einem Einzelwettbewerb gewinnen konnte. 1931 schloss Savolainen das Sportlehrerstudium ab und war als Physiotherapeut tätig. Er setzte aber gleichzeitig sein Studium mit dem Schwerpunkt Medizin fort.
1932 traten in Los Angeles nur fünf Nationen mit einer kompletten Mannschaft an. Die finnische Mannschaft wurde Dritte hinter den Italienern und den US-Amerikanern. Im Mehrkampf gewann der Italiener Romeo Neri mit fast sechs Punkten Vorsprung vor dem Ungarn István Pelle und Savolainen. Ebenfalls hinter Neri und Pelle gewann Savolainen Bronze am Barren. Am Reck gewann der US-Amerikaner Dallas Bixler. Savolainen und sein Landsmann Einari Teräsvirta hatten dahinter die gleiche Punktzahl. Das vorgeschriebene Stechen um Silber und Bronze wurde aber nicht ausgetragen. Die finnische Mannschaftsleitung gab stattdessen bekannt, dass man sich mannschaftsintern entschieden habe, dass Savolainen Silber und Teräsvirta Bronze erhalte.
1936 in Berlin gewann Savolainen erneut Bronze mit der Mannschaft hinter den Mannschaften aus Deutschland und der Schweiz. 1939 promovierte er und arbeitete fortan als Arzt in Kajaani. Während des Winterkrieges zwischen Finnland und der Sowjetunion war er im Range eines Oberstleutnants Chefarzt in einem Militärkrankenhaus.
Zwölf Jahre nach den Spielen von Berlin siegte die finnische Mannschaft bei den Olympischen Spielen in London vor der Schweiz und Ungarn. Savolainen kam als sechststärkster Turner seiner Mannschaft gerade noch in die Wertung. Am Seitpferd hatten nach dem Wettkampf der Mehrkampfsieger Veikko Huhtanen, der Mehrkampfdritte Paavo Aaltonen und Savolainen mit 38,70 Punkten das gleiche Ergebnis. Ein Stechen war nicht mehr vorgesehen, alle drei Finnen erhielten olympisches Gold.
24 Jahre nach seiner ersten olympischen Medaille stand Savolainen auch 1952 in Helsinki im finnischen Aufgebot. Bei der Eröffnungsfeier sprach er den olympischen Eid. Mit der Mannschaft gewann er Bronze hinter der Sowjetunion, die das erste Mal teilnahm, und hinter der Schweiz.
Savolainen war der Erste, der sechs olympische Bronzemedaillen gewann. Diese Leistung wurde später von Harri Kirvesniemi, Alexei Nemow, Franziska van Almsick und Merlene Ottey eingestellt, übertroffen wurde sie bis 2007 nicht.
Savolainen blieb auch nach dem Ende seiner Karriere Turner. Noch mit siebzig Jahren beherrschte er die Riesenfelge am Reck und Kreisflanken am Seitpferd. 2004 wurde Heikki Savolainen in die International Gymnastics Hall of Fame aufgenommen. Seine fünf Söhne wurden alle Turner, es konnte aber keiner an die Leistungen des Vaters heranreichen.

## Olympische Platzierungen
- Olympische Sommerspiele 1928
  - Platz 6 im Mehrkampf
  - Platz 3 am Seitpferd
  - Platz 5 in der Mannschaftswertung
- Olympische Sommerspiele 1932
  - Platz 3 im Mehrkampf
  - Platz 2 am Reck
  - Platz 3 am Barren
  - Platz 6 am Boden
  - Platz 7 am Seitpferd
  - Platz 7 an den Ringen
  - Platz 3 in der Mannschaftswertung
- Olympische Sommerspiele 1936
  - Platz 9 im Mehrkampf
  - Platz 5 am Reck
  - Platz 7 am Barren
  - Platz 3 in der Mannschaftswertung
- Olympische Sommerspiele 1948
  - Platz 14 im Mehrkampf
  - Platz 1 am Seitpferd
  - Platz 6 am Barren
  - Platz 1 in der Mannschaftswertung
- Olympische Sommerspiele 1952
  - Platz 29 im Mehrkampf
  - Platz 4 am Reck
  - Platz 3 in der Mannschaftswertung